# Almunge socken
Almunge socken i Uppland ingick i Närdinghundra härad och Rasbo härad, ingår sedan 1971 i Uppsala kommun och motsvarar från 2016 Almunge distrikt.
Socknens areal är 169,19 kvadratkilometer, varav 162,15 land.  År 2000 fanns här 2 673 invånare.  Tätorterna Länna och Almunge samt kyrkbyn Almunge kyrkby med sockenkyrkan Almunge kyrka ligger i socknen.  

## Administrativ historik
Socknen har medeltida ursprung. Socknen är första gången omnämnd i historiska källor 1287. Den kallas uttryckligen socken första gången 1316: in parochia Aalmungi. Den administrativa socknen var delad så att socknens sydvästra del, den s.k. Ulvsbygden utom byarna Ösby, Harparbol, Löt och Marma som tillhörde Rasbo härad. Ulvsbygden överflyttades till Närdinghundra härad genom kungligt brev den 17 april 1716. Byn Rörsby, som kyrkligt tillhörde Almunge men administrativt Knutby socken överfördes helt till Almunge socken genom beslut av Kunglig befallningshavande i Uppsala län den 8 februari 1856.
Under medeltiden tycks dock byn Marma ha räknats till Rasbo socken.
Vid kommunreformen 1862 övergick socknens ansvar för de kyrkliga frågorna till Almunge församling och för de borgerliga frågorna till Almunge landskommun. Landskommunen uppgick 1971 i Uppsala kommun, vilket också innebar att området överfördes från Stockholms län till Uppsala län.
1 januari 2016 inrättades distriktet Almunge, med samma omfattning som församlingen hade 1999/2000.  
Socknen har tillhört län, fögderier, tingslag och domsagor enligt vad som beskrivs i artikeln Närdinghundra härad. De indelta soldaterna tillhörde Upplands regemente, Rasbo kompani och  Livregementets dragonkår, Roslags skvadron.

## Geografi
Almunge socken ligger öster om Uppsala. Socknen är en sjö- och mossrik kuperad skogsbygd med kuperad slättbygd i de centrala delarna.
I socknens västra del ligger Länna. Här ligger även Ulvsbygden och sjön Lötsjön, invid vilken en fornborg ligger. I norr avgränsas socknen av sjön Testen, som har badplats på Tunasidan. Här ligger även Faringe station, som är depå och ändstation på Uppsala-Länna Järnväg, en museijärnväg som går genom socknen mot Funbo socken och Uppsala. I socknens östra del ligger bland andra gårdarna Seglinge samt Stora Ellringe, vilka båda är träningscentra för travsport. Vid Lilla Ellringe ligger Trollängens vårdhem. I en "kil" i sydost ligger Rörsby och Mårtensby. Centralt i socknen ligger Almunge tätort, som har kyrka, skola samt andra serviceinrättningar.
Genom socknen löper, förutom järnvägen, länsväg 282 och länsväg 273 samt vandringsleden Upplandsleden.
Av stort geologiskt intresse är det så kallade Almungemassivet, vilket är ett gammalt magmatiskt intrusiv. Det är omkring 1590-1700 miljoner (1,59-1,7 miljarder) år gammalt och består av alkalibergarter. Dessa karakteriseras bland annat av de natriumrika mineralerna nefelin samt cancrinit.

## Fornlämningar
Från bronsåldern finns spridda gravrösen. Från järnåldern finns 60 gravfält och fem fornborgar.

## Namnet
Namnet skrevs 1287 Almungy och innehåller inbyggarbeteckningen almungar bildat från ett äldre namn på Fladån, Alma. Detta i sin tur innehåller alm, 'växande' syftande på att ån här ofta svämmar över.